# Metuloida

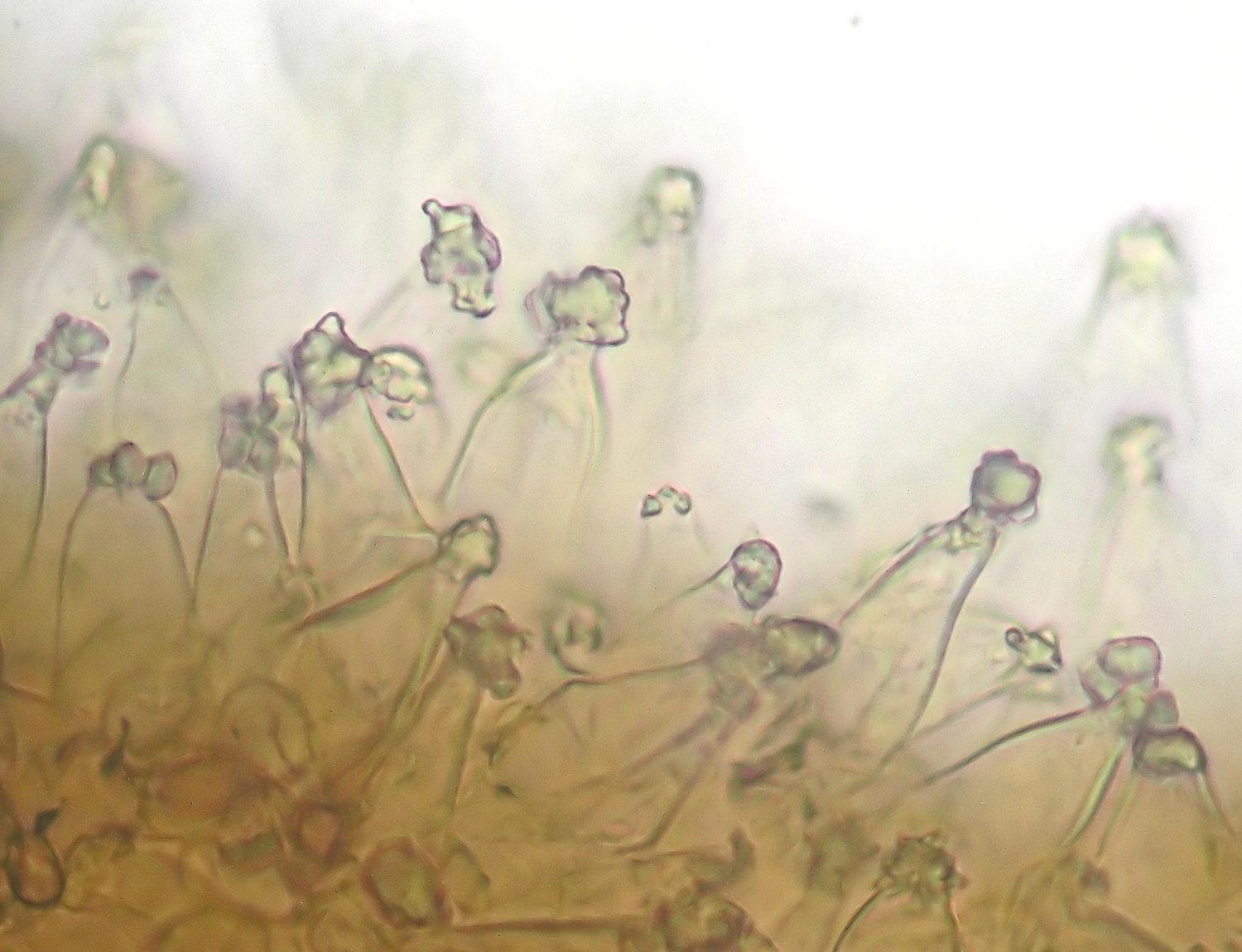
Mikroskopowe zdjęcie metuloid

Metuloida (ang. metuloids) – rodzaj strzępki u grzybów zaliczany do grupy cystyd. Metuloidy to grubościenne, płonne cystydy inkrustowane w górnej części. Wystają ponad hymenium, wskutek czego nadają mu aksamitny wygląd. Inkrustowane są kryształkami węglanu wapnia lub amorficznymi, czyli bezpostaciowymi ziarenkami. Inkrustacje te tworzą grudki na górnej części metuloid. Występowanie metuloid, ich liczba, budowa, barwa i rodzaj inkrustacji są ważne przy oznaczaniu niektórych gatunków grzybów.